# Josef Peňáz
Josef Peňáz (23. listopadu 1884 Petrovice – 4. května 1961 Petrovice) byl český a československý politik a poválečný poslanec Prozatímního Národního shromáždění za Československou stranu lidovou.

## Biografie
Narodil se do rodiny rolníka (domkaře) Josefa Peňáze (Peňáse) a Františky, rozené Chybové. Celý život pracoval na svém hospodářství v Petrovicích a mimoto byl v letech 1920–1950 hostinským v obci. Od roku 1919 byl členem Katolické omladiny a později Československé strany lidové (ČSL). V letech 1920–1948 působil jako starosta obce Petrovice. Zasloužil se o rozsáhlé meliorace, elektrifikaci a regulaci potoka Bobrůvky. V letech 1922–1927 byl místopředsedou okresní správní komory Nového Města na Moravě. Od roku 1927 do roku 1941 zastával funkci přísedícího Zemského výboru pro Zemi moravskoslezskou v Brně, při níž měl na starosti národohospodářský a silniční referát. Také byl předsedou družstevního lihovaru v Řečici či jednatelem hasičské jednoty v Petrovicích.
V letech 1945–1946 byl poslancem Prozatímního Národního shromáždění za ČSL, respektive za Jednotný svaz českých zemědělců. V parlamentu setrval do parlamentních voleb v roce 1946. Ve volbách 1946 již nebyl zvolen a po roce 1948 z veřejných funkcí odešel.
Dne 19. února 1912 se v Novém Městě na Moravě oženil s Marií Kučerovou z Petrovic.